# Place de l'Étoile (Luxembourg)
Pour les articles homonymes, voir Place de l'Étoile (homonymie).
La place de l'Étoile (en luxembourgeois : Stäreplaz) est un carrefour routier de la ville de Luxembourg.

## Situation et accès
Elle est située à l'intersection de l'avenue Émile-Reuter, de la route d'Arlon, du boulevard grande-duchesse Charlotte, du boulevard de la Foire et de la rue de Rollingergrund. C'est aussi l'intersection des routes nationales 6, 12 et 51.
La place est devenue, au fil des démolitions, une friche urbaine attendant la construction de nouveaux bâtiments.

## Historique
La situation particulière de la place de l'Étoile remonte aux années 1970 quand un projet de tunnel reliant la place au Glacis et à l'« autoroute » du Kirchberg, l'actuelle avenue Kennedy où passe le tramway de Luxembourg voit le jour. L'achat des terrains est enclenché et des concours d'architectes sont lancés, dans le but de faire de la place l'entrée est de la capitale grand-ducale.
Le projet tombera à l'eau, tout comme les nombreux projets qui lui succéderont durant les années 1990, portés par le promoteur Willy Hein : une cité judiciaire, le siège de la Chambre des métiers, des logements sociaux, le laboratoire national de la santé puis un bâtiment administratif. En cause, de nombreux procès entre l'État et des petits propriétaires. Depuis, et malgré les annonces politiques suivant chaque élection communale, la situation reste embourbée.
La situation évolue en 2007 quand la société Andromeda Investissement, dont le PDG est John Jones, financé initialement par la BIL et puis en complément par le Qatar Islamic Bank rachètent les terrains des îlots A, B et D, à Willy Hein, endetté. La situation semblait évoluer si bien que le dernier habitant de la place, Mme. Lambert, réputé être une opposante coriace menant une « guérilla judiciaire (sic) » de longue date contre Hein et la ville, a été convaincue, par Monsieur Jones de vendre sa maison et son terrain.
La ville valide la création d'un ensemble de 64,000 m2 composé d'un centre commercial, de bureaux de logements et d'un parking souterrain de quelque 1 000 places . Cependant la ville de Luxembourg met une difficulté de taille dans la réalisation du projet défini en imposant à Andromeda Investissement d'intégrer aussi l'îlot C, toujours la propriété de Willy Hein, tandis qu'en 2007 la ville avait expressément indiqué qu'elle ne souhaitait pas que le projet intègre cet îlot. Cette exigence de la ville fait que le projet s'embourbe à nouveau quand Willy Hein, qui avait conservé non seulement la propriété de l'îlot C, mais aussi de quelques terrains sis dans l'emprise des nouvelles limites des voies publiques, les utilise pour faire blocage au projet. En 2009 la Qatar Islamic Bank, en proie des difficultés cède sa dette à la Qatar National Bank qui restructure le financement en septembre 2012 pour la transformer en prêt à Andromeda Investissement. Cette restructuration permet à Andromeda Investissement de rembourser la BIL de son concours, laissant l'investisseur anglais John Jones seul aux commandes face à Willy Hein. John Jones réussit à obtenir non seulement l'approbation d'un nouveau PAG afin de permettre les zones à accueillir le projet souhaité par la VdL, mais aussi deux nouveaux PAP (un sur les îlots B et C et un sur les îlots A et D) Pendant ces années la société HOCTIEF, propriétaire de l'îlot E réussi à construire : deux immeubles de logements. Deux autres îlots du projet général ont été développés et ont accueilli un immeuble de bureaux et quatre immeubles de logements.
En date du 31 mars 2016 la société Andromeda Investissement cède l'intégralité des terrains qu'elle possède à la Abu Dhabi Investment Authority (ADIA).
En décembre 2016 et février 2017 Andromeda Investissement réussit à racheter l'îlot E à la société Hoctief avec l'intention de le développer, mais ADIA décide qu'ils souhaite rester seul développeur du projet Place de l’Étoile et convient avec Andromeda Investissement de racheter à ce dernier les terrains acquis auprès d'Hoctief. Il est de même pour la maison occupée par M. Molitor sis en enclave sur l'îlot E dont la société Andromeda Investissement avait engagé l'achat.
Le dernier acte de cette saga de près de 50 ans aura lieu en octobre 2018 lorsque Willy Hein, quelques jours avant son décès, cède à ADIA la totalité des derniers terrains dont il est toujours propriétaire et, enfin, tous les terrains (à l'exception de la maison de M. Petit) du projet sont réunis en une seule main, celle d'ADIA, et le projet peut entrer dans une phase de développement.
En mai 2018, le projet de centre commercial aurait été abandonné au profit d'une centaine de logements de luxe par le fonds d'investissement ADIA basé à Abu Dhabi, qui avait acheté les terrains en 2016.
Enfin, depuis le 27 juillet 2018, la place accueille le tramway de Luxembourg, via la station Stäreplaz / Étoile, qui sera un terminus jusqu'en 2020. Dès la mi-septembre 2018, une gare routière sera mise en service à côté.

## Galerie

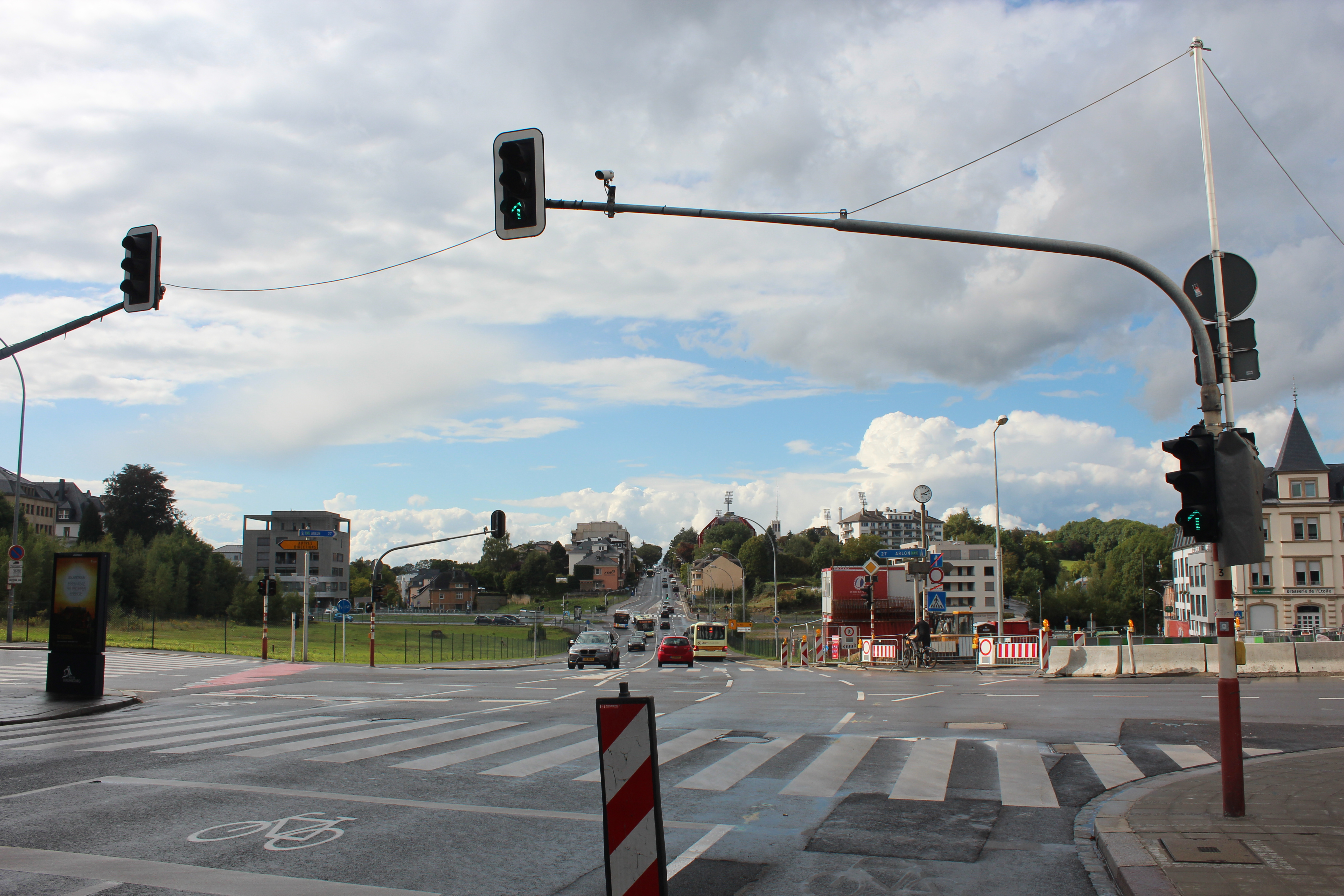
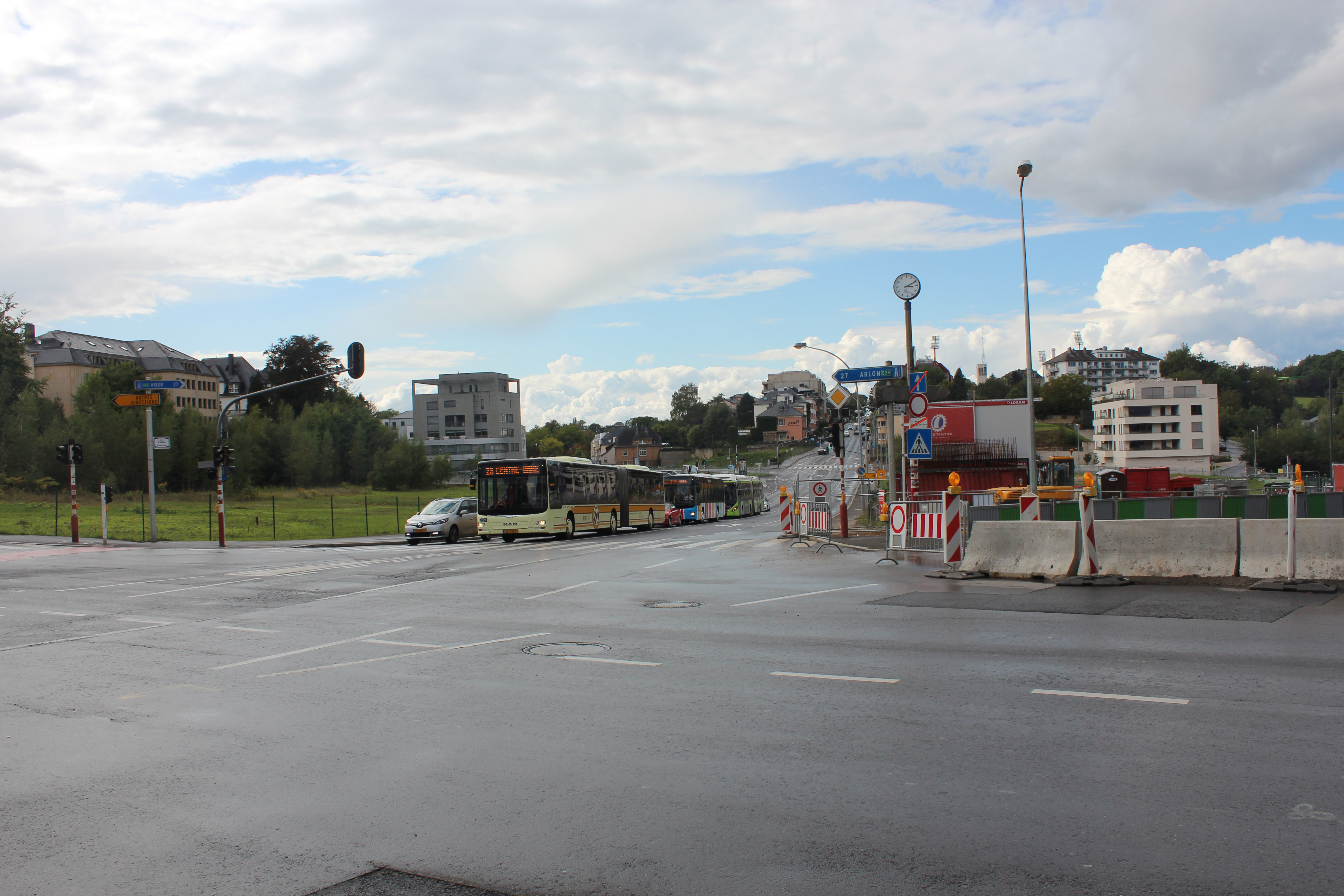
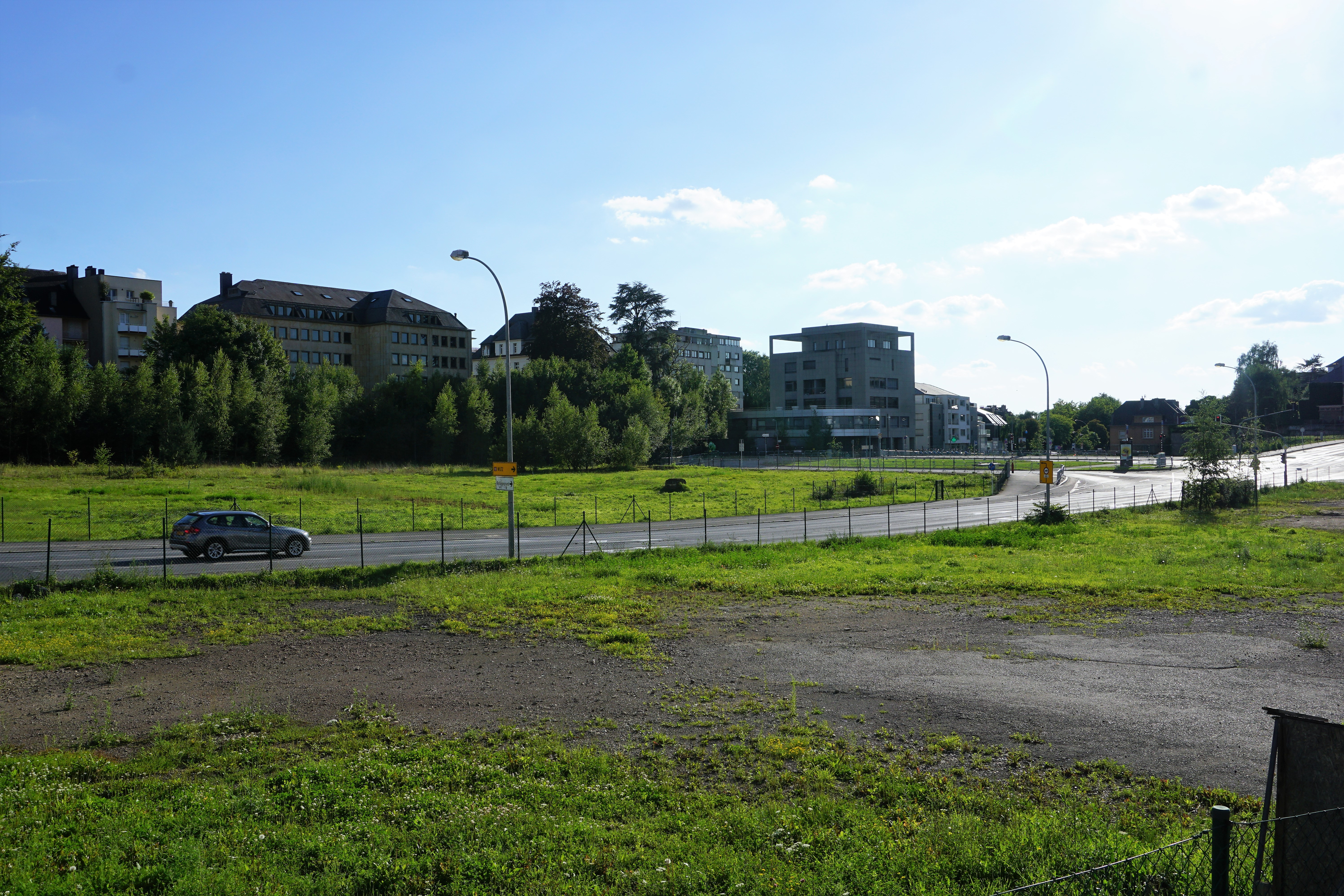
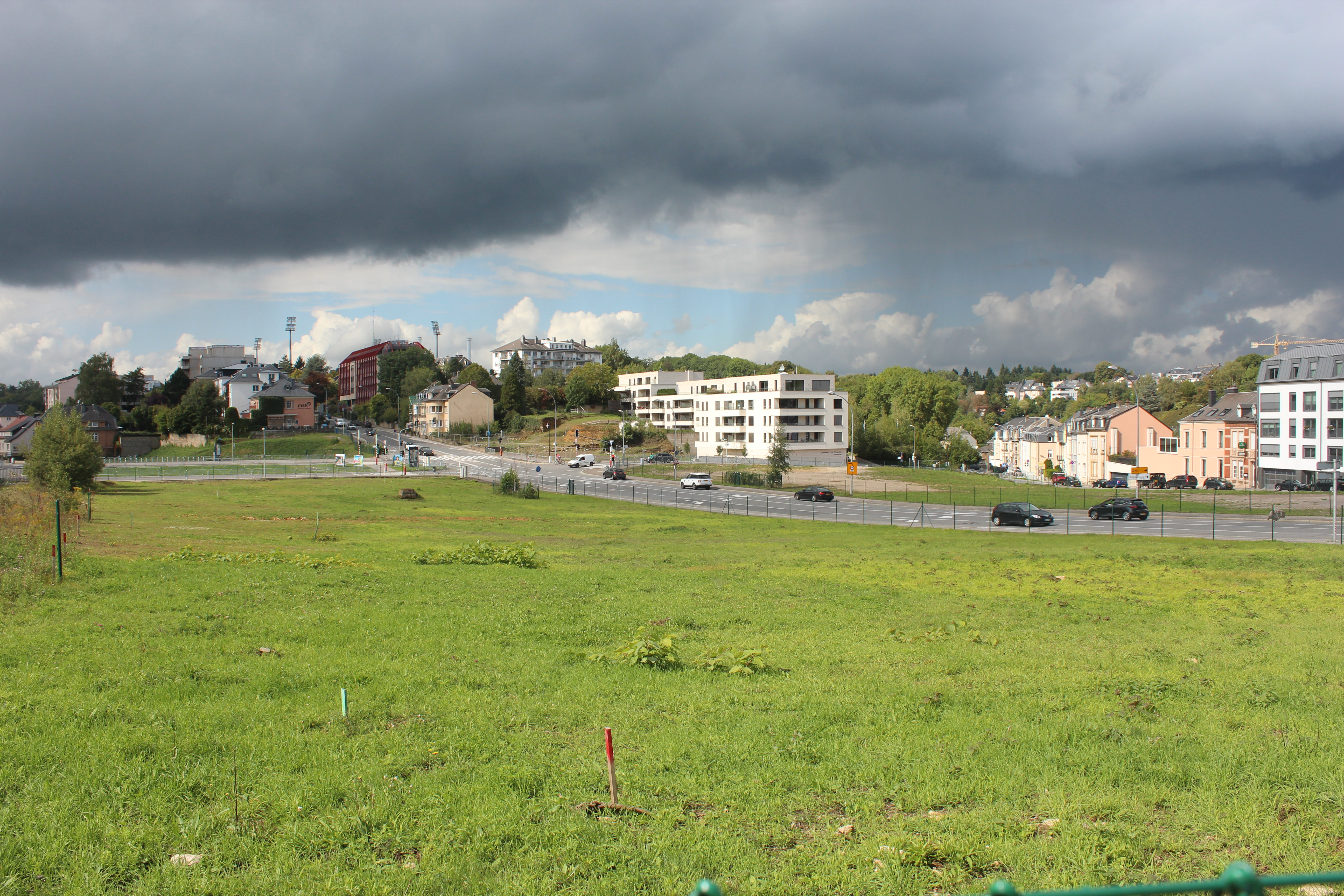
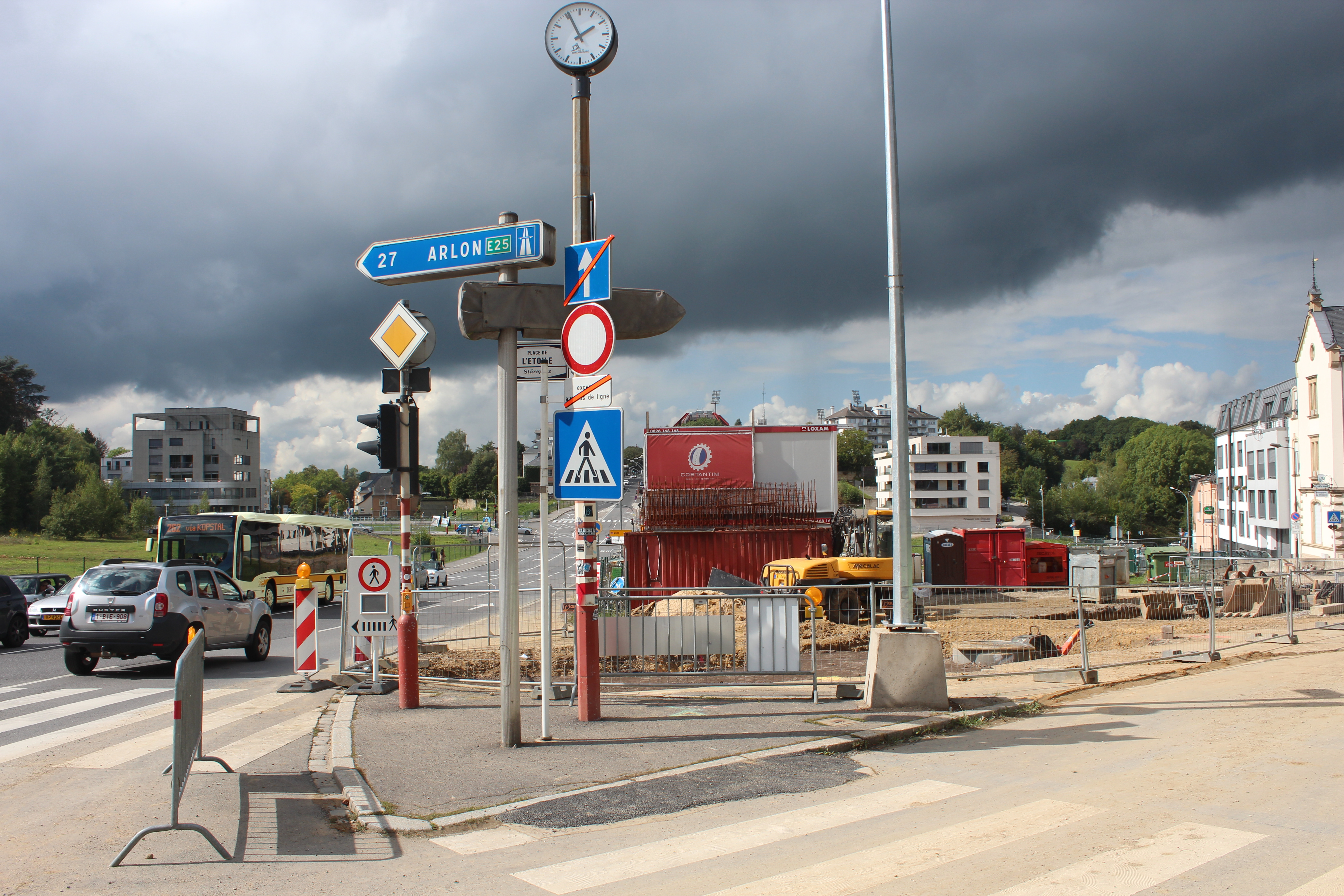
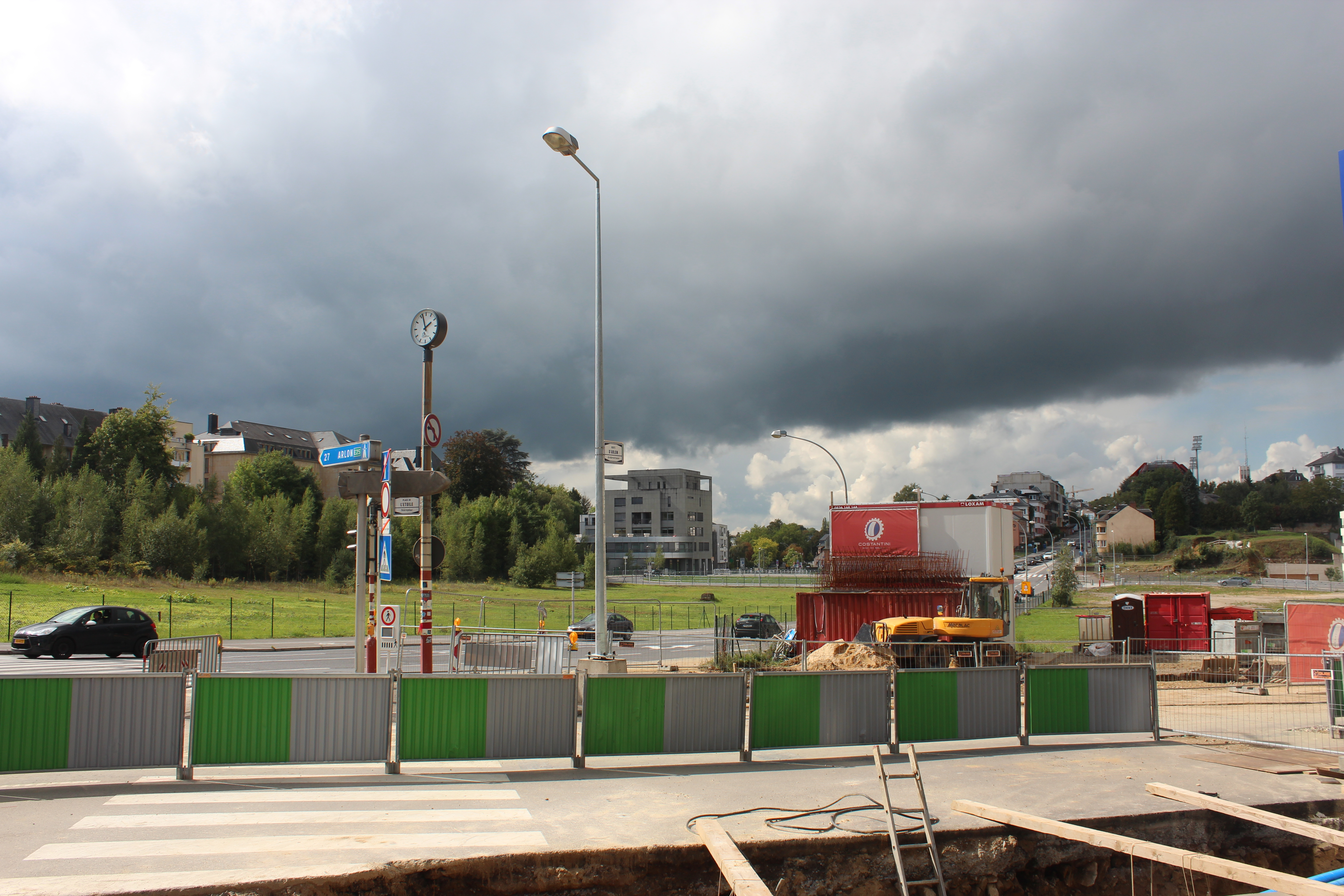

Situation en 2017 :